# Halesa undulinaria
Halesa undulinaria là một loài bướm đêm trong họ Geometridae.